# En studie i brott
Ej att förväxla med Alfred Hitchcocks Studie i brott från 1958.
En studie i brott (originaltitel: I Wake Up Screaming) är en amerikansk film från 1941 i regi av H. Bruce Humberstone.

## Handling
Efter att fotomodellen Vicky Lynn (Carole Landis) hittas mördad misstänker polisen Frankie Christopher (Victor Mature) som upptäckte henne och tog in henne i branschen. Särskilt den hårdföre polisen Ed Cornell (Laird Cregar) är fast besluten om att få fast Frankie för brottet. Vickys syster Jill (Betty Grable) bestämmer sig för att med hjälp av Frankie ta reda på vad som hände.

## Rollista
- Betty Grable - Jill Lynn
- Victor Mature - Frankie Christopher
- Carole Landis - Vicky Lynn
- Laird Cregar - Ed Cornell
- William Gargan - Jerry MacDonald
- Alan Mowbray - Robin Ray
- Allyn Joslyn - Larry Evans
- Elisha Cook Jr. - Harry Williams
- Chick Chandler - Reporter
- Morris Ankrum - biträdande åklagare
- Charles Lane - Keating, florist
- Frank Orth - kyrkogårdsarbetare